# О'Рурк Олександр Миколайович

Професор Олександр О'Рурк

Олекса́ндр Микола́йович О'Ру́рк (нар. 5 червня 1883 року, с. Малютинці Пирятинського повіту Полтавської губернії — пом. 23 лютого 1942, Ленінград) — російський і радянський науковець у галузі залізничного транспорту. Інженер шляхів сполучення, професор ЛІІЗТ, а потім Політехнічного інституту. Залишив велику наукову спадщину в області залізничної справи (монографії, навчальні посібники, статті).

## Життєпис
Дитинство провів переважно в Києві, де 1894-го, у віці 11 років, був відданий до кадетського корпусу. Закінчивши середню освіту, 1900 р. за конкурсом вступив до Петербурзького інституту інженерів шляхів сполучення і закінчив його в 1907 р. за I розрядом. Будучи студентом, працював на дослідженнях ліній Конотоп — Брянськ і Перм — Єкатеринбург — Кунгур, на будівлях Русанівського моста через р. Дніпро і Київського фунікулера. За поданий звіт про останній був удостоєний премії.
У 1906 р. провів два семестри в Шарлоттенбурзі, де слухав лекції в Шарлоттенбурзькому політехнічному інституті.
Від 1 вересня 1907 року працював на Петербурзькій мережі Московсько-Віндаво-Рибінської залізниці. У 1908 р. перейшов на Південну залізницю, де служив ревізором руху, старшим ревізором і начальником відділення. У 1909 р. перейшов ревізором руху на південні залізниці: в Харків потім до Кременчука. У Севастополі перейшов на посаду заступника начальника відділення служби руху, потім старшого ревізора та начальника відділення служби руху.
1 грудня 1914 був призначений до Міністерства шляхів сполучень діловодом.
…
Проживав у Ленінграді, вул. Жуковського, 4, кв. 16. Помер від запалення легень під час блокади Ленінграда. Похований на Богословському кладовищі.

## Праці
Під його редакцією в 1926 у видавництві «Гудок» (Москва-Ленінград) вийшла друком «Залізнична енциклопедія» російською мовою накладом 10 000 примірників і обсягом 640 с.
Професор О. М. О'Рурк видав ряд цінних робіт з експлуатації залізниць і промислового транспорту — «Довідник залізничника» (Москва-Ленінград: Видавництво ЦКЖД «Гудок», 1926), «Технічна і комерційна експлуатація залізниць» (1927), «Безпека руху» (1932), «Перебудова роботи на промисловому залізничному транспорті» (1938).